# Юнгинське сільське поселення
Юнги́нське сільське поселення (рос. Юнгинское сельское поселение) — муніципальне утворення у складі Моргауського району Чувашії, Росія. Адміністративний центр — село Юнга.

## Склад
До складу поселення входять такі населені пункти:
| Населений пункт       | Населення, осіб (2010) |
| --------------------- | ---------------------- |
| Йолкіно, присілок     | 3                      |
| Канаш, виселок        | 74                     |
| Комінтерн, виселок    | 16                     |
| Кубаси, присілок      | 364                    |
| Перше Мая, виселок    | 164                    |
| Сярмиськаси, присілок | 260                    |
| Юнга, село            | 820                    |
| Юнгапосі, присілок    | 236                    |